# Confederație
Confederația este o uniune de state independente sau de unități teritoriale autonome, înființată pe baza unui acord internațional, prin care se determină condițiile de asociere a statelor și de funcționare a acestora.
Aceasta se întemeiază de obicei pentru a rezolva în comun chestiuni critice cum ar fi: apărarea, afacerile externe, comerțul extern și moneda comună. O confederație în termeni politici moderni este deobicei limitată la o uniune permanentă a unor state suverane, având poziții și acțiuni comune în relațiile cu alte state.
Relațiile interne dintre entitățile membre ale unei confederații variază mult. De asemenea, și relația dintre statele membre și guvernul central, precum și distribuția puterilor între statele componente sunt foarte variabile.
Ca exemple de confederații avem Statele Confederate ale Americii, Confederația Germană, Confederația Elvețiană Veche, etc.
Într-un context nepolitic, cuvântul "confederație" descrie o organizație care consolidează autoritatea unor structuri semiautonome la un nivel mai înalt. Exemple:
- confederații sportive
- confederații de uniuni comerciale paneuropene
- confederații sindicale
- confederații patronale.

Conform unui aranjament confederal, spre deosebire de o organizație federală, autoritatea centrală este relativ slabă. Confederațiile funcționează pe baza principiului limitării și medierii puterii confederate. Cu alte cuvinte, deciziile luate de guvernul confederal într-o legislatură unicamerală, un consiliu al statelor membre, nu sunt legi care acționează direct asupra individului, ci au mai mult caracterul acordurilor interstatale. De asemenea, procesul de luare a deciziilor în administrația publică se realizează de obicei prin consens (unanimitate) și nu prin majoritate, ceea ce face ca guvernul să fie lent și ineficient. Aceste trăsături problematice, limitând eficacitatea uniunii, înseamnă că presiunea politică tinde să construiască în timp pentru trecerea la un sistem federal de guvernare, așa cum s-a întâmplat în cazurile de integrare regională americane, elvețiene, germane și europene.

## Confederații istorice
Confederațiile istorice (în special cele care preced secolul XX) pot să nu se încadreze în definiția actuală a unei confederații, pot fi proclamate federație, dar cele confederale (sau invers) pot să nu prezinte calități pe care oamenii de știință politică din secolul XXI le-ar putea clasifica drept cele ale unei confederații.

## Semne ale Confederației
- Lipsa unui spațiu comun pentru întreg teritoriul confederației și frontiera de stat.
- Lipsa organismelor legislative generale și a sistemelor de guvernanță.
- Absența aparentă a unui lider în guvern, putere.